# Radio Popolare Salento
Radio Popolare Salento è un'emittente radiofonica fondata nel 1986 a Taranto, da dove trasmette. La radio è specializzata nell'informazione libera ed indipendente; si può ascoltare nelle città di Taranto e Lecce, nelle aree limitrofe del Golfo di Taranto (Basilicata e Calabria), nella provincia di Lecce e nella zona sud della Provincia di Brindisi. Nel 1996 è entrata a far parte del circuito di Popolare Network.